# Джонсон, Эндрю
Э́ндрю Джо́нсон (англ. Andrew Johnson; 29 декабря 1808 года, Роли, штат Северная Каролина, США, — 31 июля 1875 года, Элизабеттан, штат Теннесси, США) — американский политический и государственный деятель, 17-й президент Соединённых Штатов Америки в 1865—1869 годах, первоначально представитель Демократической партии, избранный в 1864 году вице-президентом при республиканце А. Линкольне (в то время блок, который они представляли, именовался «Национальный союз»). Став преемником Линкольна, Джонсон, несмотря на приобретение Аляски, утратил популярность, и против него Сенат США рассматривал дело об импичменте.

## Ранние годы
Родился в Северной Каролине. Отец Джонсона Джейкоб был бедным фермером, но пользовался уважением в Роли и был избран констеблем. После его смерти семью обеспечивала мать, работавшая прачкой. Она отдала сына в ученики к портному Джеймсу Селби, где Джонсон получил так же навыки грамоты. Впоследствии, даже будучи президентом, Джонсон сам себе шил верхнюю одежду, его профессиональное прошлое обыгрывал карикатурист Томас Наст. Переселился в Гринвилл, Теннесси, где открыл собственную мастерскую и женился на дочери сапожника Эльзе МаКардл (любопытно, что брак зарегистрировал мировой судья Мордекай Линкольн, двоюродный дядя будущего президента). При её поддержке Джонсон учился грамоте и активно занялся самообразованием. Портновский бизнес успешно развивался. Джонсон смог заняться инвестициями, он много читал и посещал местный колледж, где охотно выступал на дебатах. В Гринвилле Джонсон сначала выступил в качестве вига, а затем демократа и горячего поклонника Джексона. С 1833 года был членом законодательного собрания своего штата, с 1843 по 1853 год — членом конгресса.

## Губернатор Теннесси
С 1853 до 1857 года — губернатором штата Теннесси, затем сенатором.

## Гражданская война
В 1861 году, при начале Гражданской войны, Джонсон был единственным южным сенатором, оставшимся на своём посту и стоявшим за неприкосновенность союза. Особенное впечатление произвела его речь 5 февраля 1861 года, в которой он, хотя и крайний демократ, сильно нападал на сецессионистов. В апреле этого года он стал одним из авторов Резолюции Криттендена-Джонсона, в которой утверждалось, что Союз ведет войну ради единства страны, а не ради отмены института рабства.
При начале военных действий Джонсон вернулся на родину и весной 1862 года был назначен военным губернатором Теннесси, с чином бригадного генерала. Избранный в 1864 году вице-президентом Союза, он вступил в эту должность 4 марта 1865 года; во время принятия присяги в качестве вице-президента Джонсон был пьян и произнёс несуразную речь, где превозносил своё «народное» происхождение и даже негативно отозвался о самодержавии в России, которое являлось, по его мысли, антиподом американской демократии. По настоянию Линкольна покинул инаугурационную церемонию. Через месяц с небольшим, вследствие убийства Линкольна (15 апреля 1865), Джонсон стал президентом (1865—1869). Заговорщики планировали после покушения на Линкольна убить также Джонсона и государственного секретаря Уильяма Сьюарда, но им удалось только изранить последнего. Джордж Атцеродт, которому было поручено заколоть вице-президента, не отважился напасть на него и провёл это время в пивной; впрочем, он был казнён вместе с тремя другими заговорщиками.

## Президентство Эндрю Джонсона
Будучи президентом, Джонсон порвал связь с избравшей его партией и с такой мягкостью относился к побеждённым южанам, что можно было опасаться утраты всех завоеваний войны. Он наложил вето на принятый почти единогласно Конгрессом билль об условиях принятия южных штатов в Союз, а также на гражданское равноправие освободившихся рабов. В конфликт были вовлечены и министры. Военный министр Эдвин Стэнтон был уволен президентом, но Сенат признал причины его отставки не заслуживающими уважения. Тогда Джонсон назначил генерала Томаса временным военным министром и приказал Стэнтону сдать всё находившееся у него общественное имущество. Стэнтон отказался исполнить это приказание; Сенат вновь признал его увольнение незаконным. Палата представителей 24 февраля 1868 года постановила, большинством 126 голосов против 47, начать судебное преследование против президента (по 11 пунктам) и процедуру импичмента. В Сенате США, рассматривавшем дело с марта по май 1868 года, однако, не хватило одного голоса, чтобы собрать большинство в две трети, необходимое для обвинительного приговора и отрешения от должности (35 голосов против 19 по трём пунктам обвинения, остальные не рассматривались). Джонсон стал первым президентом США, против которого было возбуждено дело об импичменте.
Конфликт с Конгрессом продолжился. Джонсон направил в Конгресс предложения о поправках, чтобы ограничить президента одним шестилетним сроком и сделать президента и Сенат избираемыми прямым голосованием, а также об ограничении сроков полномочий судей. Конгресс не принял эти предложения.
В исторических рейтингах президентов США, основанных на опросах академических историков и политологов или на опросах общественного мнения, Эндрю Джонсона стабильно относят к десятке наихудших президентов.
Во время президентства Джонсона США купили у Российской империи Аляску (1867); значимость этого приобретения сильно критиковалась и недооценивалась современниками.
На новый срок Джонсон не выдвигался. В конце 1868 года президентом был избран генерал Улисс Грант. Перед инаугурацией в марте 1869 года Грант заявил о нежелании ехать в одном экипаже с Джонсоном (как было предусмотрено протоколом церемонии). В ответ Джонсон отказался вообще посещать инаугурацию Гранта. Госсекретарь Сьюард, несмотря на все усилия, не смог убедить Джонсона изменить своё решение. Эндрю Джонсон стал первым уходящим президентом, не присутствовавшим на инаугурации нового.
В 1874 году Джонсон был вновь выбран в сенаторы от штата Теннесси; он стал единственным в истории экс-президентом, избранным в Сенат. 31 июля 1875 года Эндрю Джонсон умер в Гринвилле от инсульта.

## Память
В штате Теннесси именем Джонсона названы гора и национальный исторический комплекс, включающий два его дома, портняжную лавку и кладбище, названное в его честь.